# Egor Borisov
Egor Afanasievici Borisov (în rusă Егор Афанасьевич Борисов; n. 15 august 1954, Ciurapcea⁠(d), RSFS Rusă, URSS) este un politician rus de etnie iacută, și a fost președinte al Republicii Saha, parte a Rusiei. El a preluat mandatul la 31 mai 2010, urmându-i lui Veaceslav Știrov. La 24 aprilie 2014, președintele Vladimir Putin a acceptat cererea de demisie a lui Egor Borisov și a fost de acord să-și încheie mandatul înainte de termen.
Putin simultan l-a numit pe Borisov să fie președinte interimar al Republicii Saha (Iacuția), până când un președinte este ales.  Anterior a fost prim-ministru al Republicii Sakha. 

## Biografie
Borisov s-a născut în raionul Ciurapcea, la 15 august 1954, din părinți etnici yakuți, într-o familie cu 8 copii. Tatăl său, Afanasie Borisov, a lucrat ca fermier și mecanic, și s-a zbătut din greu din punct de vedere financiar în perioada sovietică, în timp ce mama lui, Praskovya Borisova, a lucrat ca asistentă medicală la grădiniță. Tatăl său a murit din cauze naturale, la vârsta de 41 de ani. Din 1971, Borisov s-a alăturat ca muncitor la magazinul de utilaje agricole pentru a se putea întreține. Din copilărie, Borisov a fost atras de inginerie, și în cele din urmă a studiat ingineria la universitate devenind absolvent cu diplomă în inginerie mecanică în 1979. După absolvirea universității, Borisov a devenit șeful de magazin în care a lucrat, și s-a alăturat Partidului Comunist, devenind apoi șef-adjunct al Administrației Regionale de Agricultură pe Raionul Ciurapcea. După prăbușirea Uniunii Sovietice, Borisov a intrat în politica din Yakutia, unde a devenit prim-ministru, înainte de a deveni președinte.

## Viața Personală
Borisov este căsătorit cu Praskovya Petrovna și au două fiice. Ambele fiice ale lui Borisov au absolvit Universitatea de Stat din Iacutia. Una dintre fiicele lui este economist, iar cealaltă este psiholog. Borisov este pasionat de vânătoare, pescuit și arte marțiale. De asemenea, îi place lectura, literatura istorică și este un fan al muzicii din Republica Sakha.